# タチヨタカ属
タチヨタカ属（タチヨタカぞく、学名 Nyctibius）は、鳥類ヨタカ目タチヨタカ科 Nyctibiidae の唯一の属である。タチヨタカ（立夜鷹・立怪鴟）と呼ばれる。

## 特徴
枝に垂直に立って止まることからタチヨタカと呼ばれる。全長21–58 cm。ガマグチヨタカに似た扁平な嘴をしているが、ガマグチヨタカにある嘴根元の剛毛はない。
夜行性。飛ぶ昆虫を狙って枝から飛び立ち空中で捕食する「ヒタキ型給餌」をする。
メキシコ南部からパラグアイにかけての中南米（西インド諸島を含む）に生息する。

## 系統と分類
タチヨタカが属するヨタカ目はアマツバメ目を内包する側系統である。そのためヨタカ目を複数の単系統の目に分割し、タチヨタカ科のみでタチヨタカ目 Nyctibiiformes とする説がある。
タチヨタカ科の類縁関係ははっきりしない。分子系統からはアブラヨタカ科（ただし弱い）、形態系統からはヨタカ科が姉妹群だという結果が出ている。
Sibley分類では、ヨタカ亜目（ヨタカ目に相当）ヨタカ下目アブラヨタカ小目タチヨタカ上科 Nyctibioidea の唯一の科であり、アブラヨタカ上科（アブラヨタカ科のみ）と姉妹群だと考えられていた。

## 種
- Nyctibius grandis, Great Potoo, オオタチヨタカ
- Nyctibius aethereus, Long-tailed Potoo, オナガタチヨタカ
- Nyctibius jamaicensis, Common Potoo, ジャマイカタチヨタカ
- Nyctibius griseus, Grey Potoo, ハイイロタチヨタカ
- Nyctibius maculosus, Andean Potoo, アンデスタチヨタカ
- Nyctibius leucopterus, White-winged Potoo, ハジロタチヨタカ
- Nyctibius bracteatus, Rufous Potoo, サビイロタチヨタカ